# Opción
Opción est un bimensuel équatorien paru pour la première fois le 21 juin 2001, un an après le renversement du président Jamil Mahuad, dans un contexte de conflit politique.
Opción est accessible sur le Web, en consultant le site du réseau Voltaire.